# گشوند (بادن-وورتمبرگ)
گشوند (به آلمانی: Gschwend) یک شهر  در آلمان است که در استالبکرایس واقع شده‌است. گشوند ۵٬۰۵۴ نفر جمعیت دارد.